# ۱۳۱۰ (میلادی)
۱۳۱۰ (میلادی) هزار و سیصد و دهمین سال تقویم میلادی است.

## درگذشتگان
‎